# دونالد كورتيس
دونالد كورتيس (بالإنجليزية: Donald Curtis)‏ هو ممثل أمريكي، ولد في 27 فبراير 1915 في تشيني في الولايات المتحدة، وتوفي في 22 مايو 1997 في ديسيرت هوت سبرينغس في الولايات المتحدة.

## أعمال

### أفلام
- (1945) المسحورة
- (1956) الوصايا العشر[3][4][5]

## وصلات خارجية
- دونالد كورتيس على موقع IMDb (الإنجليزية)
- دونالد كورتيس على موقع ألو سيني (الفرنسية)
- دونالد كورتيس على موقع أول موفي (الإنجليزية)
- دونالد كورتيس على موقع قاعدة بيانات برودواي على الإنترنت (الإنجليزية)
- دونالد كورتيس على موقع قاعدة بيانات الأفلام السويدية (السويدية)
- دونالد كورتيس على موقع قاعدة بيانات الفيلم (الإنجليزية)
- دونالد كورتيس على موقع كينوبويسك (الروسية)